# Antoine Bethea
Antoine Akeem Bethea (Savannah, 27 luglio 1984) è un ex giocatore di football americano statunitense che ha militato nel ruolo di safety nella National Football League (NFL). Fu scelto nel corso del sesto giro (207º assoluto) del Draft NFL 2006 dagli Indianapolis Colts. Al college ha giocato a football alla Howard University.

## Carriera

### Indianapolis Colts
Bethea fu scelto dagli Indianapolis Colts nel sesto giro del Draft 2006. Si impose come titolare già nella sua stagione da rookie giocando sul lato opposto dell'All-Pro Bob Sanders e terminando la sua prima stagione regolare con 4 intercetti. I Colts giunsero a vincere il Super Bowl XLI contro i Chicago Bears in cui mise a segno 4 tackle. Nella sua seconda stagione, Bethea fu convocato per il suo primo Pro Bowl dopo avere guidato la sua squadra con 4 intercetti. La seconda convocazione giunse due anni dopo, coi Colts che tornarono al Super Bowl ma furono battuti dai New Orleans Saints in una gara in cui la safety fece registrare quattro tackle. Bethea rimase coi Colts fino al 2013, concludendo la sua esperienza con la franchigia con 806 tackle e 14 intercetti.

### San Francisco 49ers
L'11 marzo 2014, Bethea firmò un contratto quadriennale del valore di 23 milioni di dollari coi San Francisco 49ers. Nella settimana 4 della prima stagione con la nuova maglia mise a segno 7 tackle, un intercetto e un fumble forzato, venendo premiato come difensore della NFC della settimana. Nel penultimo turno pareggiò il suo primato personale col quarto intercetto stagionale su Philip Rivers dei Chargers. A fine anno fu convocato per il suo terzo Pro Bowl al posto di Kam Chancellor, impegnato coi Seattle Seahawks nel Super Bowl XLIX.

## Palmarès

### Franchigia
- Super Bowl : 1

Indianapolis Colts: Super Bowl XLI
- American Football Conference Championship: 2

Indianapolis Colts: 2006, 2009

### Individuale
- Convocazioni al Pro Bowl: 3

2007, 2009, 2014

## Statistiche
| Tackle totali    | 806 |
| Sack             | 3,5 |
| Intercetti fatti | 14  |
| Fumble forzati   | 5   |

Statistiche aggiornate alla stagione 2013